# Turó de la Cova (Sant Pere de Vilamajor)
El turó de la Cova o turó de l'Arcova és una muntanya de 1.101 metres que es troba al municipi de Sant Pere de Vilamajor, a la comarca del Vallès Oriental entre els turons de la Moixa i de Sant Elies, en els darrers estreps del Pla de la Calma.
El cim, format de pedra pissarra, té una petita cavitat que serveix de refugi per amb prou feines una persona i ha donat nom al turó.